# Paul Blanchemain
Pour les articles homonymes, voir Blanchemain.
Jean Baptiste Prosper Paul Blanchemain, né à Paris le 25 février 1844 et mort à Paris 5e le 4 avril 1924, est un agronome, écrivain et poète français.

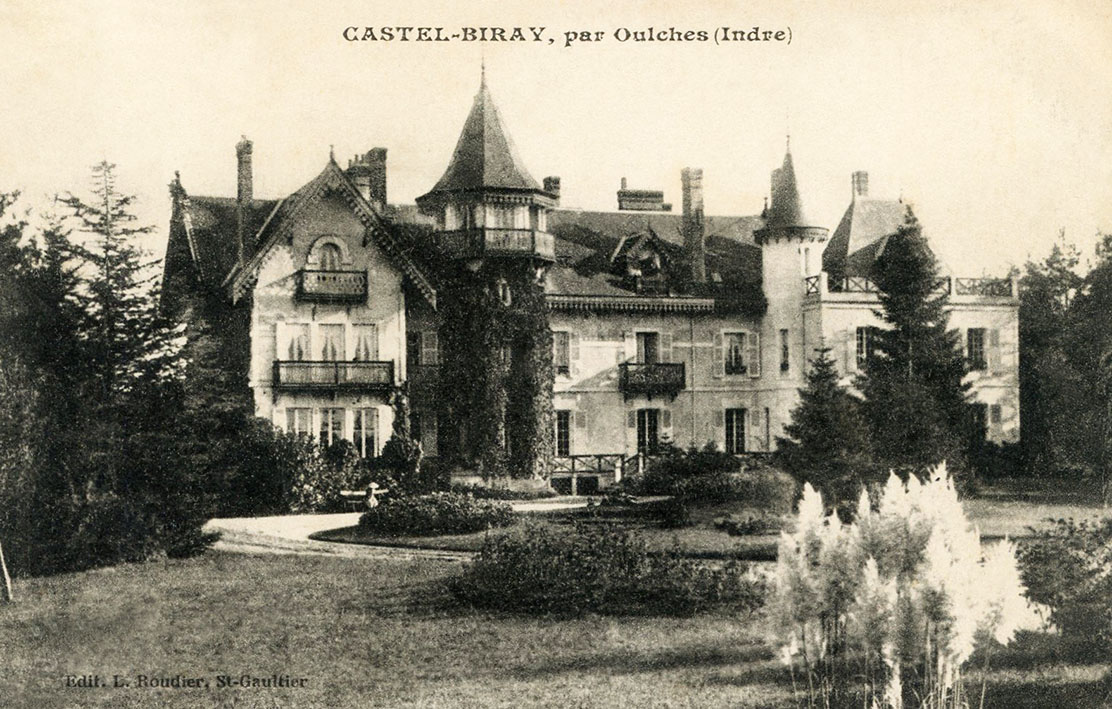
Castel-Biray, propriété de Paul Blanchemain.

## Biographie
Fils unique de Prosper Blanchemain et de Marie Claudine Désirée Boissel. Paul Blanchemain est ingénieur agronome de l’institut agricole de Beauvais. Il fut, un des membres fondateur, secrétaire, secrétaire général puis vice-président de la Société des agriculteurs de France. Président-fondateur de l’Association Professionnelle de Saint-Fiacre, qui facilitait les contacts entre jardiniers et les aidait à trouver un emploi. Président de l’Association des anciens élèves de l’école d’agriculture de Beauvais. Créateur du premier syndicat agricole du département de l’Indre dans la commune d’Oulches et membre de la société d'économie sociale. Membre de la Société d'Agriculture de Châteauroux. Premier président du comité de la Fédération des amicales de l’enseignement catholique en France (aujourd’hui la COFAEC) de 1904 à 1924.
Il partageait son temps entre ses activités professionnelles à Paris et la gestion en métayage d’un domaine de cinq cents hectares dans l’Indre où il s’était fait construire une propriété, Castel-Biray, à proximité de celle de son père, le château de Longefont. Il hérite du domaine paternel qu'il réunit à sa propriété.
Il épouse, en 1872, Thérèse Ange Noémie Delaporte (1849-1902), fille du diplomate Pacifique-Henri Delaporte. Ils eurent cinq enfants : Cornélie, Marie (dite Miquette), Geneviève, Joseph et Henry. Sa fille Cornélie épouse en 1899 Étienne Buffet.

## Publications
- Le Frère Ménée, poème - Éditions Institut Normal Agricole, Beauvais, 1865.
- La culture en billons, d’après la méthode de M. Decrombecque - Ch. Blériot Libraire-Éditeur, Paris, 1869.
- La supplique - impr. de D. Bardin, Saint-Germain, 1877.
- La Prieure de Fontevrault, légende - Éditions Lemercier et fils, Vendôme, 1878.
- Louis Gossin, cultivateur, professeur d'agriculture du département de l'Oise - impr. de E. Donnaud, Paris, 1880.
- Anatole Feugère, professeur de rhétorique au Collège Stanislas, suppléant au Collège de France, sa vie, ses oeuvres, son enseignement - Putois-Cretté Libraire-Éditeur, Paris, 1880.
- Vers le passé, poésies (préfacé par François Coppée) - Éditions CH. Poussielgue, Paris, 1903.
- Un apostolat social et religieux, Paul Lerolle, Souvenirs d'un ami (préfacé par Georges Goyau) - Éditions J. de Gigord, Paris, 1925.

## Décorations
- Officier de l’ordre du Nichân Iftikhar, 1877.
- Commandeur de l’Ordre de Saint-Grégoire, 1903[2].